# 苏州稻香村
苏州稻香村食品有限公司，总部位于江苏省苏州市苏州工业园区唯亭镇唯文路19号，是糕点食品生产企业，也是中华老字号。其苏式月饼制作技艺被列为“江苏省非物质文化遗产”。
2020年，苏州稻香村入围FBIF食品饮料创新发布的中国食品饮料百强榜，位列第90。

## 简介
该公司的前身是稻香村茶食糖果店，位于苏州观前街，相传创始于清朝乾隆年间。苏州稻香村食品工业有限公司认定的稻香村茶食糖果店始创时间是清朝乾隆三十八年（1773年）。稻香村茶食糖果店主要出售自制的苏式茶食、糖果、炒货、野味，传统特色产品包括绿豆糕、冰雪酥、鲜肉饺、月饼、酒酿饼等等。
乾隆皇帝下江南巡游时，某日闲暇无事微服私访，进“稻香村”品尝蜜糕并称赞。乾隆皇帝回宫后，即责令苏州府台日将稻香村蜜糕进贡至京。乾隆在宫中吃到蜜糕后，龙颜大悦，特御赐一块葫芦招牌，上写“稻香村”三字，稻香村因此驰名中外。1860年，太平天国攻破苏州，稻香村店铺受到严重损失，稻香村在苏州老店歇业40天。而伙计、店员为谋生计逃亡到比较稳定的北方城市，也由此稻香村在长沙、上海、天津、北京、保定和沈阳等地开枝散叶，这些字号的“稻香村”还标榜自己是“真正、独一的”。由于当时信息闭塞，政府没有监管，更没有品牌意识作为支持，所以各地稻香村与苏州稻香村并没有真正的传承关系。
抗日战争爆发后，稻香村资助新四军，并帮助苏州城内当地百姓度过战争。
中华人民共和国成立后，稻香村的所有资产被政府强制充公，接受社会主义改造，1956年1月21日实行公私合营。1958年，稻香村与平江区内各茶食糖果店的后坊及设备划出，撤坊建厂，成立平江糖果糕点食品厂，厂址在稻香村后坊内。文化大革命爆发后，为破四旧，稻香村一度更名为“红太阳”，文革后恢复原名。
1980年12月，苏州糕点厂在观前街的稻香村茶食糖果店旧址成立。1986年更名为苏州稻香村食品厂。2006年，中华人民共和国商务部认定苏州稻香村食品厂（注册商标“禾”）为中华老字号。2004年3月，苏州稻香村食品厂、保定稻香村新亚食品有限公司、北京新亚趣香食品有限公司投资成立苏州稻香村食品工业有限公司。
2014年，苏州稻香村在此基础上成立“稻香村集团”，实施集团化发展战略。目前集团在苏州工业园区、北京通州、辽宁沈阳、江苏张家港和山东等地建有六个生产基地。

## 代表产品
枣花酥
山楂锅盔
牛舌饼
南瓜饼
黑麻椒盐饼
状元饼
杏蓉饼
香芋饼
墨子酥
抹茶酥
黄油枣泥饼
绿豆饼

## 商标诉讼
自从苏州稻香村食品工业有限公司成立后，便陷入了无休止的商标权诉讼中。主要分为与保定市国资委方面就“稻香村”商标权转让的有效性的诉讼，以及与北京稻香村食品有限责任公司（以下简称“北京稻香村”）就侵犯北京稻香村“稻香村”商标权的诉讼。后一诉讼不断引发媒体关注。

### 商标注册及转让
“稻香村”这一品牌早年是中国各地多家相互独立的食品企业的名称，但都未注册商标。1983年，保定市稻香村食品厂被核准在第30类“饼干”商品上注册“稻香村DXC及图”商标（第184905号）。1988年，保定市稻香村食品厂又申请在第30类“果子面包、糕点”商品上注册“稻香村DXC及图”商标，并于1989年被核准（第352997号）。这两个商标（以下简称“两商标”）的标识相同，均由“稻香村DXC及图”组成。1996年1月，两商标获评为1995年河北省著名商标。
保定稻香村虽然注册商标“稻香村”最早，但后来经营不太理想，反而是1984年恢复的北京稻香村的知名度蒸蒸日上。保定稻香村一度想和北京稻香村合作，但未果。2002年，双方达成协议：保定稻香村准许北京稻香村使用注册商标“稻香村”，保定稻香村为北京稻香村加工部分产品。
1997年，北京稻香村食品集团获得商标局核准，在第30类粽子、元宵等商品上及第35类推销（替他人）服务上使用“稻香村”商标。另外北京稻香村食品集团（2005年改制为北京稻香村食品有限责任公司）在其他多种类似商品和服务上注册有“稻香村”、“北稻香”、“稻香村及图”等商标。
1994年，保定食品总厂与保定市稻香村食品厂合并为“保定市稻香村食品工业总公司”，总公司负责清收、偿还原两厂的全部债权、债务，并且接收财产。1997年3月，保定市国资委将“保定市稻香村食品工业总公司”的国家资本登记为国有资产，组织形式定为国有企业，主管部门为保定市贸易局。1999年10月及2000年3月7日，经原注册人“保定市稻香村食品厂”申请，将两商标转让给保定市稻香村食品工业总公司。2000年12月28日，两商标经核准转让于保定市稻香村食品工业总公司。
2002年，保定市稻香村食品工业总公司和北京新亚公司共同设立合营有限责任公司“保定稻香村新亚食品有限公司”，并协议约定将“稻香村”注册商标无偿转让给合营公司，合资期限十年。2002年12月30日，北京新亚公司承包经营保定稻香村新亚食品有限公司，期限自2003年1月1日至2005年12月31日。2003年3月24日，两商标被保定市稻香村食品工业总公司转让给保定稻香村新亚食品有限公司。2003年，保定市稻香村食品工业总公司把在保定稻香村新亚食品有限公司的全部股份转让给保定市稻香村经营开发有限公司。赵玉柱同时兼任这三家公司的法定代表人。2004年，保定市稻香村食品工业总公司被法院宣告破产。
2004年3月，苏州稻香村食品厂、保定稻香村新亚食品有限公司、北京新亚趣香食品有限公司联合组建苏州稻香村食品工业有限公司。协议书规定：保定稻香村可永久使用“稻香村”商标，保定稻香村与北京稻香村的合作继续有效。2004年11月14日，苏州稻香村食品工业有限公司受让两商标。2004年12月14日，苏州稻香村食品工业有限公司许可苏州稻香村食品厂使用第352997号注册商标。2006年7月7日，苏州稻香村食品工业有限公司与苏州稻香村食品厂签订《关于双方合作经营协议》，其中约定：苏州稻香村食品厂对外一切经营活动统一由苏州稻香村食品工业有限公司负责，苏州稻香村食品厂停止一切单独经营活动及对外合作事项。2009年6月30日，双方续签该协议至2012年12月31日。2006年，保定稻香村新亚食品有限公司更名为“保定稻香村糕点食品有限公司”。
所以自2004年起，可以合法使用“稻香村”商标的企业仅有三家：苏州稻香村是第30类“饼干”及“果子面包、糕点”的“稻香村”商标的所有人；保定稻香村是两商标的注册者，在和苏州稻香村合作后继续享有永久使用“稻香村”商标的权利；北京稻香村根据2002年与保定稻香村达成的合作协议使用“稻香村”商标，并在部分类别的商品上和服务上有自己注册的“稻香村”商标。

### 与保定市国资委方面的诉讼
2008年，保定市国资委下发通知，认定原保定市稻香村食品工业总公司以协议方式将“稻香村”商标权无偿转让给保定稻香村新亚食品有限公司时没有在国资部门履行法律程序，违反了国有资产监督管理规定，授权保定商达集团有限公司（以下简称商达集团）代表保定市国资委采取诉讼等方式依法追回“稻香村”商标权。鉴于保定市稻香村食品工业总公司已破产，追回的“稻香村”商标权收归保定市国资委持有。商达集团随即向法院提起诉讼，但在2009年商达集团撤诉。
2010年，保定市国资委出资设立保定尚达资产管理有限公司（以下简称尚达资产公司），授权尚达资产公司代保定市国资委参加诉讼，行使保定市稻香村食品工业总公司出资人的权利。商达集团、尚达资产公司向河北省保定市中级人民法院提起民事诉讼，起诉被告保定稻香村糕点食品有限公司（原保定稻香村新亚食品有限公司）、苏州稻香村食品工业有限公司、北京新亚食品技术开发公司，要求追回“稻香村”商标权。
2011年，河北省保定市中级人民法院作出〔2011〕保民三初字第45号民事判决，判决保定市稻香村食品工业总公司向被告北京新亚食品技术开发公司无偿转让两品牌的协议条款及转让行为无效，保定稻香村糕点食品有限公司（原保定稻香村新亚食品有限公司）2004年向第二被告苏州稻香村食品工业有限公司转让两商标的行为亦无效，两商标归保定市国资委所有，并由其的授权代管人尚达资产公司行使代管权利，驳回商达集团的诉讼请求。
原审判决后，保定稻香村糕点食品有限公司不服，向河北省高级人民法院提起上诉。2011年，河北省高级人民法院二审终审作出〔2011〕冀民三终字第74号民事判决，维持保定市中级人民法院判决中认定的保定市稻香村食品工业总公司向被告北京新亚食品技术开发公司无偿转让两品牌的协议条款及转让行为无效，但同时认定尚达资产公司的诉讼请求因超过诉讼时效而予以驳回，并撤销了保定市中级人民法院对苏州稻香村食品工业有限公司受让两商标无效的判决，认定苏州稻香村食品工业有限公司受让两商标的行为有效

### 与北京稻香村的诉讼
2006年，苏州稻香村食品工业有限公司（以下简称“苏州稻香村”）向国家工商行政管理总局商标局申请在第30类饼干、面包、糕点商品上注册“稻香村”商标（由手写体“稻香村”文字加扇形边框组成），获得商标局核准。2009年7月2日，北京稻香村食品有限责任公司（以下简称“北京稻香村”）向商标局提出异议申请，认为苏州稻香村申请注册的商标是模仿北京稻香村在第30类粽子、元宵等商品上在先注册的“稻香村”商标，易使消费者混淆。商标局评审后裁定北京稻香村所提异议理由不成立，仍对苏州稻香村商标核准注册。北京稻香村向国家工商行政管理总局商标评审委员会（以下简称“商评委”）申请复审。2013年4月2日，商评委裁定，苏州稻香村被异议的商标不予核准注册。
2013年，苏州稻香村不服这一裁定，向北京市第一中级人民法院提起行政诉讼，要求撤销商评委这一裁定，判决商评委重新作出裁定。2014年，北京市高级人民法院二审终审判决，北京稻香村和苏州稻香村已形成各自稳定市场，无正当理由不应打破，维持商评委和一审法院关于苏州稻香村申请注册的商标不予核准注册的结论。苏州稻香村向最高人民法院提出再审申请。2014年，最高人民法院作出行政裁定，驳回苏州稻香村的再审申请。
上述判决及裁定生效后，苏州稻香村仍在使用未获核准注册的“稻香村”商标（由手写体“稻香村”文字加扇形边框组成），并推出了和北京稻香村的“稻香村”商标外观更加相似的无边框商标。为此，2015年9月起，北京稻香村就苏州稻香村商标侵权行为分别向北京知识产权法院、北京市东城区人民法院、北京市丰台区人民法院、北京市朝阳区人民法院提起民事诉讼，要求苏州稻香村停止侵犯商标专用权。2016年3月，北京稻香村将苏州稻香村方面的稻香村食品集团公司、苏州稻香村食品工业有限公司、北京苏稻食品工业有限公司诉至法院，要求苏州稻香村在企业名称及多家门店的字号上明确“苏州”两字
。
2017年9月22日，北京知识产权法院就北京稻香村诉苏州稻香村商标侵权及不正当竞争纠纷案做出行为保全裁定，要求苏州稻香村停止在电商平台销售及宣传带有“稻香村”扇形标识及“稻香村”标识的糕点等产品。然而这份裁定令苏州稻香村措手不及，苏州稻香村第一时间发表声明表明态度。当日苏州稻香村部分产品逐步下架，也令苏州稻香村遭受了巨大的损失。同时，苏州稻香村启动了复议措施，请求北京知识产权法院撤销行为保全裁定，同时向法院提供了6000万元作为反担保。9月26日，北京知识产权法院裁定解除该院在9月22日作出的裁定，由此苏州稻香村部分产品恢复在电商平台销售。
2018年10月12日，苏州工业园区人民法院作出一审判决，判令北京稻香村停止在糕点类商品上使用“稻香村”标识，并赔偿苏州稻香村115万元。苏州稻香村由此获得胜诉。